# Lez (affluent du Salat)
Pour les articles homonymes, voir Lez.
Ne doit pas être confondu avec la Lèze, autre rivière de l'Ariège
Le Lez est une rivière du sud-ouest de la France qui coule dans le département de l'Ariège, dans la région du Couserans. C'est un affluent du Salat en rive gauche, donc un sous-affluent de la Garonne.

## Géographie
Le Lez prend sa source dans les Pyrénées au pic de Maubermé (2 880 mètres d'altitude), situé à la frontière espagnole, dans le département de l'Ariège. Son cours supérieur se déroule dans la vallée de Biros. Son orientation générale va du sud-ouest vers le nord-est. Il baigne Castillon-en-Couserans. Après un parcours de 35,8 km de longueur, gonflé par de nombreux et abondants petits affluents, il se jette dans le Salat en rive gauche, à Saint-Girons.

### Départements et communes traversés
- Ariège : Sentein, Bonac-Irazein, Bordes-Uchentein, Castillon-en-Couserans, Audressein, Arrout, Cescau, Balaguères, Engomer, Moulis, Saint-Girons.

## Principaux affluents
- L'Isard : 8,8 km
- L'Orle : 11,1 km
- Le Riberot : 13,8 km
- Ruisseau de l'Étruc : 7,2 km
- Le Balamet : 9 km
- La Bouigane : 24,2 km
- Ruisseau d'Astien : 5,3 km
- Ruisseau de Sou : 5,3 km et son affluent le Ruisseau de Remillassé : 7,2 km

## Hydrologie

### Le Lez à Saint-Girons
Le débit du Lez a été observé durant une période de 20 ans (1911-1930), à Saint-Girons, ville du département de l'Ariège située au niveau de son confluent avec le Salat. La surface étudiée est de 417 km2, c'est-à-dire la totalité du bassin versant de la rivière.
Le module de la rivière à Saint-Girons est de 13,2 m3/s.
Le Lez présente des fluctuations saisonnières de débit bien marquées, comme généralement en milieu montagneux. Son régime est principalement nival, avec une légère composante pluviale.
Les hautes eaux se caractérisent par un double sommet, le premier, très léger, en novembre correspondant aux pluies d'automne avec un débit mensuel moyen de 11,7 m3/s. De décembre à février, on assiste à une légère baisse du débit (11,0 m3/s), une part plus importante des précipitations étant retenue dans la montagne, sous forme de neige. Le second sommet se déroule au printemps, de mars à juin inclus (avec un maximum très net en mai) et correspond surtout à la fonte des neiges. Il se caractérise par des débits mensuels moyens allant de 15,4 m3/s (en mars) à 26,5 m3/s (en mai) et 20,4 m3/s (juin). À partir du mois de juin, le débit chute rapidement, jusqu'aux basses eaux (étiage) de fin d'été-début d'automne qui ont lieu d'août à octobre, accompagnées d'une  baisse du débit mensuel moyen jusqu'au plancher de 6,64 m3/s au mois de septembre, ce qui reste fort consistant il est vrai. Mais ces moyennes mensuelles ne sont que des moyennes et occultent des fluctuations plus prononcées sur de plus courtes périodes ou selon les années.

### Étiage ou basses eaux
Aux étiages, le VCN3 peut chuter jusque 2,1 m3/s, ce qui ne peut être qualifié de sévère.

### Crues
Les crues peuvent être importantes, comme il est de règle en territoire montagneux. La série des QIX n'a pas été calculée, mais la série des QJX l'a bien été. Les QJX 2 et QJX 5 valent respectivement 69 et 88 m3/s. Le QJX 10 est de 100 m3/s, le QJX 20 de 110 m3/s et le QJX 50 n'a pas été calculé faute de durée d'observation suffisante.
Le débit journalier maximal enregistré à Saint-Girons a été de 141 m3/s le 13 mars 1930. Si l'on compare cette valeur à l'échelle des QJX de la rivière, l'on constate que cette crue était largement supérieure au volume de la crue vicennale définie par le QJX 20, et donc très exceptionnelle.

### Lame d'eau et débit spécifique
Le Lez est une rivière très abondante. La lame d'eau écoulée dans son bassin versant est de 1 003 millimètres annuellement, ce qui est trois fois supérieur à la moyenne d'ensemble de la France tous bassins confondus, mais correspond aux valeurs observées parmi les autres cours d'eau pyrénéens de la région, généralement très abondants. Le débit spécifique (ou Qsp) atteint de ce fait le chiffre très consistant de 31,8 litres par seconde et par kilomètre carré de bassin.